# Урицкий, Семён Борисович
Семён Борисович Урицкий (1893—1940) — советский журналист, директор Всесоюзной книжной палаты.

## Биография
Родился в еврейской семье, получил высшее образование. С 1918 до 1925 ответственный редактор газеты «Гудок», с 1925 до 1938 главный редактор «Крестьянской газеты». Одновременно с 1928 руководил отделом хроники журнала «Наши достижения». Затем работал ответственным редактором журналов «На стройке МТС и совхозов» «Колхозник», членом редакционной коллегии журнала «СССР на стройке». Являлся членом ВКП(б). Перед арестом работал директором Всесоюзной книжной палаты. Проживал по адресу: Котельническая набережная, дом 17, квартира 23.
Арестован НКВД 19 июля 1938. Обвинялся в шпионаже, провокаторской деятельности и участии во враждебной подрывной работе ряда антисоветских организаций. Осуждён ВКВС СССР 21 января 1940 к ВМН и на следующий день расстрелян. 26 мая 1956 посмертно реабилитирован тем же судебным органом. Захоронен на территории Донского крематория.

## Публикации
- Наши итоги: тринадцать лет красной печати. — М., Л. : Государственное издательство, 1925. — 83 с.[2]